# El Ferial
El Ferial es un centro comercial situado en la localidad madrileña de Parla, inaugurado en 1995. Cuenta con una superficie de 30 000 m² construidos entre ellos más de 60 locales comerciales, y 1700 plazas de aparcamiento gratuitas.

## Inauguración
Se inauguró en 1995, destacando entre sus comercios el hipermercado Continente, el restaurante McDonald's y los cines Yelmo de 8 salas, entre otros. Cuenta con tres accesos al centro, al lado del centro comercial se sitúa el recinto ferial de Parla, un espacio para celebrar distintos eventos, por el cual el centro comercial se bautizo con el mismo nombre.

## Evolución
Con los años han pasado diversos negocios, unos todavía existentes desde sus inicios que han ido evolucionando y otros nuevos, así como el hipermercado paso a denominarse Carrefour, el McDonald's desapareció y los cines cerraron unos años, hasta 2019 que fueron adquiridos por otra empresa y actualmente se encuentran en la última fase de remodelación.El 14 de junio de 2019 Spazio Cines inauguró siete salas de cines

### Proyecto de ampliación
En 2012 se planificó una ampliación del centro comercial, cogiendo los terrenos del recinto ferial hasta la plaza de toros, con un incremento de su superficie tres veces mayor, que en la actualidad. Aunque todavía está pendiente de desarrollar el proyecto en extensión de los terrenos, pues se encuentra paralizado, ya que primero tenía que llegar una primera fase, que era la remodelación del centro comercial, esta fase llegaría por el vigésimo aniversario dándole una nueva imagen al centro comercial, pues se cambiaria el suelo y cartelería. Después de esto llegaría una segunda fase de reorganización del centro comercial, añadiendo los nuevos cines en 2019 y a la espera de retomar el proyecto de ampliación.

## Accesos
En centro cuenta con paradas de taxi y diversos modos de transporte público.

### Por carretera
- A-42 salida 19 por M-408 dirección Pinto.
- A-4 salida 22 por M-506 dirección Fuenlabrada desvío a Parla por M-408.

### En tren
La estación más cercana es Parla, perteneciente a la línea C-4 de Cercanías Madrid, operada por Renfe.

### En autobús
Las siguientes líneas urbanas e interurbanas prestan servicio al complejo.
| Línea | Recorrido                                       | Operador                  |
| ----- | ----------------------------------------------- | ------------------------- |
| 1     | Circular 1                                      | Avanza Movilidad Integral |
| 2     | Circular 2                                      | Avanza Movilidad Integral |
| 462   | Getafe - Parla                                  | Avanza Movilidad Integral |
| 469   | Madrid (Plaza Elíptica) - Parla (Parla Este)    | Avanza Movilidad Integral |
| 471   | Humanes de Madrid - Fuenlabrada - Parla - Pinto | Avanza Movilidad Integral |

### Tranvía de Parla
La estación más cercana es Plaza de Toros, perteneciente a la línea ML-4.